# НК-86
НК-86 (в ходе разработки назывался НК-8-6) — авиационный турбореактивный двухконтурный двигатель (ТРДД), разработанный на Куйбышевском моторном заводе для широкофюзеляжного пассажирского самолёта Ил-86. Является развитием двигателя НК-8. Испытания начались в 1974 году. Начало эксплуатации в 1981 году. Фактически с 1976 года, после полёта Ил-86.

## Технические характеристики
На НК-86 были широко применены звукопоглощающие конструкции. Использовалась система диагностики состояния двигателя, электронная система управления двигателем, а также система защиты при обрыве лопаток компрессора. Двигатель оснащён реверсом решётчатого типа с досопловым расположением створок.

## Модификации

### НК-86А
В 1987 году в эксплуатацию вошёл двигатель НК-86А. Заводские испытания начались в 1983 году, государственные испытания — в 1985 году. Двигатель имел монокристаллические рабочие лопатки первой ступени турбины.
| Тяга взлётная           | 13 300 кгс                |
| Удельный расход топлива | 0,74 кг/(кгс·ч)           |
| Назначенный ресурс      | 10500 часов (5250 циклов) |
| Календарный срок службы | 7 лет                     |

### НК-87
В 1986 году на базе НК-86 стал выпускаться двигатель НК-87 для экранопланов «Лунь» и «Спасатель». Первые испытания в 1983 году. Госиспытания — в июле 1986 года.
| Тяга взлётная                  | 13 000 кгс      |
| Удельный расход топлива (взл.) | 0,53 кг/(кгс·ч) |
| Степень повышения давления     | 13              |
| Степень двухконтурности        | 1,17            |
| Диаметр                        | 1455 мм         |
| Масса                          | 2200 кг         |

### НК-91
Двигатель НК-91 был спроектирован на базе НК-86 в 1989 году для привода электрогенератора мощностью 20 МВт.